# Крестовоздвиженский Бизюков монастырь
Не следует путать с Свято-Григорьевским Бизюковым монастырём на Украине.
Крестовоздви́женский Бизюко́в монасты́рь — православный мужской монастырь, находившийся в селе Бизюково Дорогобужского уезда Смоленской губернии.

## История
Основан в 1-й половине XVII века (около 1640—1650 гг.) в селе Бизюково Дорогобужского уезда сыном боярина Михаила Глебовича Салтыкова Фёдором с братьями. Учреждён он был с благословения Киевского митрополита как православный. К 1648 году Фёдор Салтыков принял в монастыре постриг с именем Сергий. Основу братии составили монахи православного мужского Кутеинского монастыря Оршанского повета.
В условиях проводимой польским правительством политики полонизации жизни, насаждения католицизма и унии на Смоленщине, монастырь выполнял функцию сбережения веры и народных устоев жизни. В 1653 году подьячий Разрядного приказа Д. Мордасов писал, что в храмах Дорогобужского уезда униатский епископ А. Золотой-Квашнин меняет «московские» антиминсы на «киевские», и лишь в Бизюкове монастыре «ему не далися такие пакости учинить и в церков ево, что пса, не пустили… бизюковский старец Сергей Салтыков сказал ему, что тот монастырь уфундован на ево родительских гробех».
До 1654 года монастырь был в церковной зависимости от константинопольского Патриарха и управлялся Киевским митрополитом. После взятия Смоленска в 1654 году монастырь перешёл в ведение Патриарха Московского и всея Руси. Грамотой от 22 ноября 1656 года царь Алексей Михайлович повелел иеромонаху Сергию (Салтыкову) «ведать» монастырём «со всякими монастырскими угодьи», а также построить Успенский храм.
29 октября 1689 года грамотой патриарха Иоакима монастырь стал ставропигиальным; настоятелем был назначен, в 1692 году, прежний игумен Варфоломей (по другим данным — монастырь был назначен ставропигиальным в 1683 году и через семь лет, в 1688, был назначен в патриаршее ведомство). В период 30 сентября 1711 — 25 июня 1717 гг. монастырь был переведён в подчинение Смоленской епархии — для наилучшего надзора за братией «за дальностию царствующаго града».
Архимандрия в монастыре была учреждена 25 января 1705 года. До 1720 года монастырём руководил архимандрит Иоасаф (Дранник) которого сменил архимандрит Иннокентий (Лапицкий). В 1735—1738 годы смоленский епископ Гедеон (Вишневский) безуспешно пытался лишить монастырь ставропигии, обвинив братию в сочувствии опальному Тверскому архиепископу Феофилакту (Лопатинскому); был арестован архимандрит монастыря Иоасаф (Маевский), монастырь опечатали. Спустя некоторое время обитель была открыта под управлением, переведённого из Новгородского Свято-Духова монастыря, архимандрита Артемия.

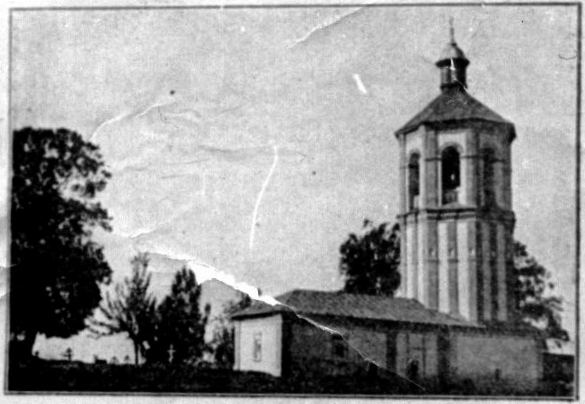
Колокольня с усыпальницей Сергия Салтыкова и настоятелей Бизюкова монастыря. Построена в первой половине XVIII в.

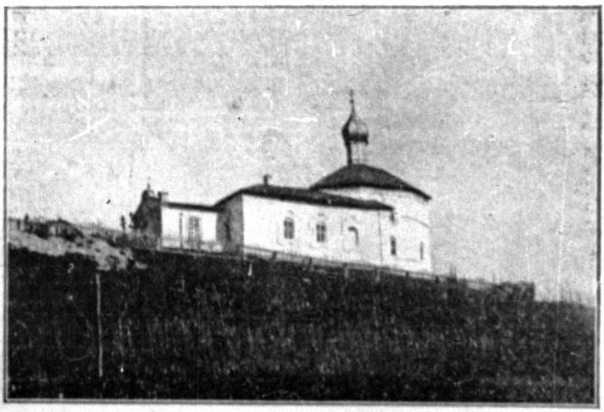
Михайло-Архангельская церковь. Освящена 28 ноября 1759 г. архимандритом Панкратием.

В 1743 году в грамоте Елизаветы Петровны упоминается архимандрит Феофилакт. В это время, по переписи 1744 года, монастырь имел крупнейшие на Смоленщине владения с 3219 душами мужского пола. В вотчинах было 4 села (Подмонастырная слобода, Сверколучье, Усвятье, Пушкино), 68 деревень. Кроме того, к нему был приписан Свирколуцкий Богородицкий монастырь.
В мае 1748 года преемник архимандрита Артемия, архимандрит Мелхиседек (Борщов) — родственник В. Н. Татищева, прислал ему по его просьбе три тетради, текст которых Татищев назвал как Иоакимовская летопись.
В 1764 году, при секуляризации, монастырь потерял вотчины; был отнесён ко 2-му классу с оставлением ставропигии.
В XVIII веке в монастыре находились церковь Архистратига Михаила (1726; каменная с 1759), надвратная церковь св. Георгия Победоносца (1726 или 1729), Успенский храм (1658; в 1728 — возобновлён, в 1762 — сгорел, с 1774 либо 1784 — каменный), церковь Воздвижения Креста Господня (предположительно, обновлённая в 1658 году, сгорела в 1762), домовая церковь Великомученицы Варвары, при келиях (с 1794; имелась частица мощей святой в ковчежце, приобретённая первым архимандритом монастыря Иоасафом (Дранниковым) в Киеве), колокольня с примыкавшей к ней каплицей-усыпальницей, настоятельский и братский корпуса, хозяйственные постройки.
В 1788—1795 годах настоятелем монастыря был Гервасий (Линцевский).
4 декабря 1803 года Бизюков монастырь вместе с Свирколуцким монастырём был упразднён, Крестовоздвиженская церковь обращена в приходскую. Монахи были переведены в Новогригорьевскую пустынь (Екатеринославской епархии), которая стала называться Бизюковым Григорьевским монастырём.
В Великую Отечественную войну сохранившиеся церкви были разрушены.